# Campodea neusae
Campodea neusae es una especie de hexápodo dipluro de la familia Campodeidae. Es endémica del centro-este del Sistema Central (España).